# Urakaze
L'Urakaze (時津風? lett. "Vento sul mare") è stato un cacciatorpediniere della Marina imperiale giapponese, dodicesima unità della classe Kagero. Fu varato nell'aprile 1940 dal cantiere navale Fujinagata, a Osaka.
Appartenente alla 17ª Divisione, accompagnò la flotta di portaerei del viceammiraglio viceammiraglio Chūichi Nagumo dall'attacco di Pearl Harbor fino alla disfatta delle Midway (4-6 giugno 1942). Dopo una breve apparizione nel teatro di guerra delle isole Aleutine, seguì il grosso delle flotte da battaglia a Truk e, con i gregari, fu coinvolto nella campagna di Guadalcanal, proteggendo anche le portaerei durante la battaglia delle isole Santa Cruz (25-26 ottobre); fu altresì attivo nei viaggi del Tokyo Express e nel trasferire forze in Nuova Guinea. Dopo aver contribuito allo sgombero finale di Guadalcanal rimase lontano dal fronte, impegnato in regolari compiti di scorta a convogli per l'Impero giapponese, specie dalle isole Palau alle piazzeforti nipponiche in Nuova Guinea, o nella difesa degli spostamenti della flotta da battaglia. Nella primavera 1944 fu richiamato e partecipò alla battaglia del Mare delle Filippine (19-20 giugno), salvando i naufraghi della portaerei Shokaku. Sopravvisse anche alla battaglia del Golfo di Leyte (23-25 ottobre) con danni contenuti e ripiegò a Brunei con le navi da battaglia, per scortarle nel ritorno in Giappone. Il 21 novembre, appena fuori dal lato settentrionale dello Stretto di Formosa, si verificò l'agguato di un sommergibile statunitense e il cacciatorpediniere saltò in aria con tutto l'equipaggio.

## Servizio operativo

### Costruzione
Il cacciatorpediniere Urakaze fu ordinato nell'anno fiscale edito dal governo giapponese nel 1937. La sua chiglia fu impostata nel cantiere navale della ditta Fujinagata, a Osaka, l'11 aprile 1939 e il varo avvenne il 19 aprile 1940; fu completato il 15 dicembre 1940. La nave formò con i gemelli Isokaze, Tanikaze e Hamakaze la 17ª Divisione cacciatorpediniere, posta alle dipendenze della 2ª Squadriglia della 2ª Flotta. Fu inoltre selezionato quale nave ammiraglia e, pertanto, accolse a bordo il comandante del reparto capitano di vascello Kaju Sugiura con il relativo stato maggiore.

### 1941-1942
Passato al comando del capitano di fregata Nagayoshi Shiraishi, l'Urakaze salpò da Saeki con il resto della divisione d'appartenenza il 18 novembre 1941 e arrivò il 22 alla baia di Hitokappu, sull'isola di Etorofu: qui si radunò la 1ª Flotta aerea del viceammiraglio Chūichi Nagumo per effettuare l'attacco di Pearl Harbor. L'Urakaze e i gregari rimasero a protezione delle portaerei nel corso dell'andata, delle operazioni aeree e della traversata di ritorno; tuttavia l'Urakaze seguì la 2ª Divisione portaerei (Soryu, Hiryu) che era stata dirottata sull'isola di Wake allo scopo di fornire appoggio aereo per il secondo assalto anfibio: le navi rientrarono il 29 dicembre a Kure. L'8 gennaio 1942 l'Urakaze salpò con la divisione sempre per scortare le portaerei, questa volta dirette alla grande base di Truk in pieno oceano e raggiunta il 14; da qui la 1ª Flotta aerea al completo partì il 20 e lanciò un attacco aereo su Rabaul in Nuova Britannia. Tre giorni dopo vigilò sulle sole Akagi e Kaga che lanciarono attacchi a Rabaul e Kavieng, prima di rientrare il 27 a Truk. Tra il 31 gennaio e il 1º febbraio notizie di raid aeronavali statunitensi contro le isole Marshall provocarono la rapida partenza verso est della 1ª Flotta aerea per dare battaglia, ma senza esito. La squadra diresse dunque per le isole Palau, ove si fermò l'8 febbraio per riorganizzarsi, quindi ripartì per condurre il bombardamento di Darwin (Australia) il 19 febbraio; infine gettò le ancore il 21 nella da poco conquistata baia Staring a Celebes. Le scortò pochi giorni dopo nello spostamento a sud dell'isola di Giava per perfezionarne il blocco aeronavale e il 4 marzo collaborò con l'incrociatore pesante Chikuma nell'affondamento della nave da carico olandese Enggano. Assieme all'Isokaze affiancò quindi le navi da battaglia veloci Kongo e Haruna: le grandi unità bombardarono il 7 l'Isola di Natale e tornarono indietro con i cacciatorpediniere, che si fermarono l'11 alla baia Staring. Da qui lo Urakaze si preparò con il resto della squadriglia per l'incursione giapponese nell'Oceano Indiano. La flotta salpò il 27 marzo e, nella prima metà di aprile, i velivoli giapponesi colpirono duramente Ceylon, ma la Eastern Fleet britannica non si fece vedere in forze e pertanto Nagumo tornò indietro. Il 10 aprile, proprio in chiusura alle operazioni, lo Urakaze e la 17ª Divisione furono trasferiti all'appena attivata 10ª Squadriglia che rimpiazzava nell'organico della 1ª Flotta aerea la 1ª Squadriglia. Il 27 aprile l'Urakaze tornò finalmente a Kure, attraccò e fu oggetto di approfondita manutenzione. Verso la fine di maggio seguì il resto della flotta d'appartenenza che combatté il grosso della battaglia delle Midway; il cacciatorpediniere contribuì agli sbarramenti contraerei ma poté fare poco quando una quarantina di bombardieri in picchiata crivellò, in tempi diversi, le quattro portaerei presenti. Ripiegò in Giappone e il 15 salpò da Kure assieme alla portaerei Zuikaku che si portò il 23 a Ominato; qui si radunarono altre unità pesanti e fino al 7 luglio questa flotta rimase in mare a sud delle isole Aleutine, in attesa di possibili attacchi statunitensi alle da poco occupate Attu e Kiska.

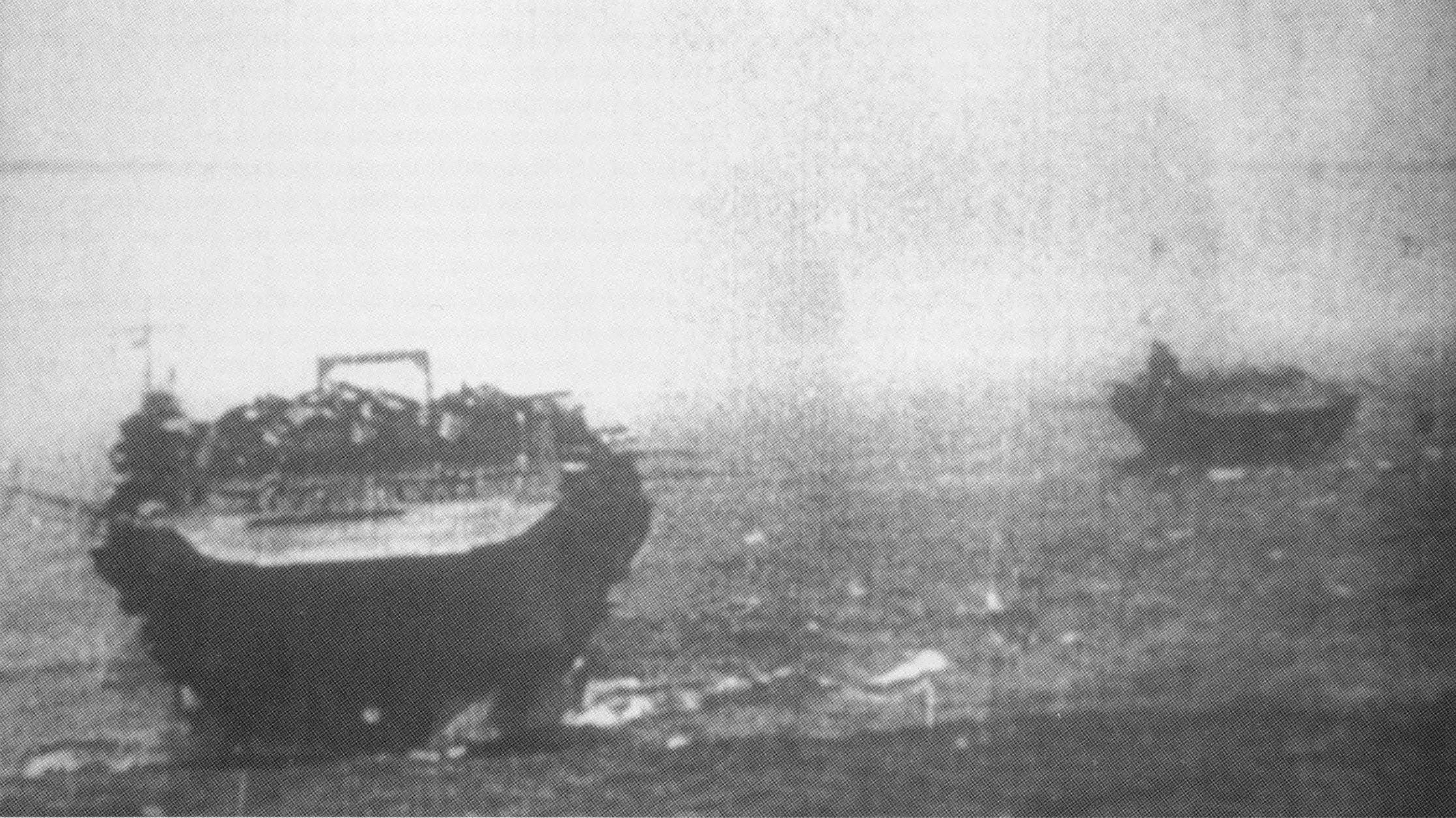
LUrakaze, in battaglia, scortò quasi sempre le portaerei giapponesi (qui la Kaga e la Zuikaku) ma spesso senza riuscire a proteggerle efficacemente da aerei o sommergibili

Il 14 luglio fu notificato il trasferimento dello Urakaze e del resto della squadriglia alla 3ª Flotta, erede della disarticolata 1ª Flotta aerea e sempre al comando del viceammiraglio Nagumo. L'addestramento della nuova squadra fu interrotto dalla notizia degli sbarchi statunitensi a Guadalcanal; l'8 agosto l'Urakaze partì da Kure, fece una tappa a Saipan e arrivò il 18 alla base di Truk: caricò a bordo un certo numero di soldati e li fece scendere nottetempo a Guadalcanal, rientrando a Truk il 20. Fu quindi aggregato alla forza d'invasione per la baia di Milne sulla punta orientale della Nuova Guinea e, il 25 agosto, vigilò sugli sbarchi; nel corso delle incursioni aeree avversarie fu mitragliato e contò quattro vittime tra l'equipaggio. L'Urakaze ripiegò alla piazzaforte di Rabaul solo per prendere in consegna altre unità che trasportarono rinforzi alla baia di Milne a fine mese, poi fu dirottato alle isole Shortland dove si fermò il 31. Per gran parte di settembre operò tra questo arcipelago e Rabaul, completando anche due trasporti di truppe a Guadalcanal (nella seconda missione fu mancato di misura da bombe ed ebbe sei morti) e uno all'isola di Gizo; l'8 settembre, alle Shortland, cambiò anche comandante nella persona di capitano di fregata Jūichi Iwagami. Durante la battaglia delle isole Santa Cruz (25-26 ottobre) navigò nella "Forza d'avanguardia" del contrammiraglio Hiroaki Abe: non ebbe alcun ruolo particolare e, al termine dello scontro, fu incaricato di scortare il danneggiato incrociatore pesante Chikuma a Truk, toccata il 29 ottobre. Il 2 novembre partì a fianco della portaerei Zuiho e dell'incrociatore pesante Kumano, arrivando cinque giorni dopo a Kure; si ormeggiò e fu riparato e revisionato. Poté riprendere il mare il 26 novembre quale scorta dell'incrociatore leggero Agano con destinazione Truk, dove lo lasciò per proseguire sino a Rabaul (3 dicembre). Il 7 e l'11 fu coinvolto in missioni del Tokyo Express facenti l'utilizzo dei fusti stagni, rilasciati in prossimità della costa di Guadalcanal, ma la prima consegna fallì per l'intervento di motosiluranti statunitensi. Il 13 fu richiamato a Rabaul per difendere un posamine nell'andata a Munda (Nuova Georgia) e nel ritorno, missione completata tra il 16 e il 18 dicembre; tre giorni più tardi fu lo stess'Urakaze a recare truppe a Munda. Dopo aver trainato al sicuro il cacciatorpediniere Uzuki silurato, vigilò con altre unità sul trasferimento di altri reparti da Rabaul alla Nuova Georgia, senza incontrare opposizione.

### 1943
Il 5 gennaio 1943 la 17ª Divisione al completo più il Maikaze prese il mare da Rabaul per accompagnare un convoglio a Lae in Nuova Guinea e l'operazione riuscì, pur a prezzo di due trasporti affondati in attacchi aerei. Lo Urakaze si spostò quindi con i gregari alle Shortland e il 15 gennaio le unità completarono una missione del Tokyo Express; bombe esplose vicino allo scafo provocarono danni superficiali che, comunque, richiesero di tornare a Rabaul e rimanervi per una decina di giorni. A fine mese contribuì a sbarcare truppe alle isole Russell per farne un avamposto in previsione dell'imminente sgombero di Guadalcanal, al quale partecipò nelle notti del 1º e 4 febbraio. Il 7, infine, vigilò sul recupero del presidio alle Russell, ormai inutile, e si ancorò il giorno dopo a Rabaul. Proseguì fino a Truk e, tra il 15 e il 17, assieme all'Amatsukaze, trasferì personale dell'aeronautica di Marina a Wewak e poi aiutò l'unità sorella a trainare l'Harusame, gravemente colpito da un sommergibile statunitense ma che riuscirono a riportare il 23 a Truk. Salpò il giorno dopo per accompagnare gli incrociatori pesanti Suzuya e Kumano sino a Kure e ripartì dalla città il 1º aprile con un convoglio, che difese sino a Truk; il 24 si fermò alle isole Palau. Due giorni più tardi, con l'Amatsukaze e poche altre unità leggere, vigilò su due altri convogli che diressero a Wewak, vi scaricarono truppe e rifornimenti e rientrarono alle Palau il 17 maggio. I due cacciatorpediniere espletarono altre missioni di difesa al trasferimento via mare di truppe nei periodi 23 maggio-3 giugno (baia Hansa), 5-15 giugno (Wewak), 21 giugno-2 luglio (baia Hansa) e 5-17 luglio (Wewak), solitamente affiancati da un paio di unità leggere. Il 19 salparono dalle Palau e accompagnarono un convoglio a Truk, dove passarono alla difesa di un altro gruppo di mercantili diretto a Kure, dove tutte le navi si fermarono il 1º agosto; l'Urakaze fu sottoposto a revisione. In questa occasione fu assicurata una piattaforma all'albero prodiero di prua per ospitare un radar Type 22 per bersagli navali; l'albero stesso fu rinforzato e alla base fu costruita una piccola camera per gli operatori. Inoltre gli impianti binati di cannoni Type 96 da 25 mm ai lati del fumaiolo posteriore furono rimpiazzati da due installazioni triple; una coppia di Type 96 fu invece aggiunta davanti alla torre di comando, su una piattaforma appositamente eretta.
Dal 20 agosto al comando del capitano di fregata Shōichi Yoshida, salpò il 7 settembre da Yokosuka con le piccole portaerei Taiyo e Chuyo alla volta di Truk, arrivando l'11. Il 18 settembre l'Urakaze seguì il resto della Flotta Combinata verso l'atollo di Eniwetok in risposta a diverse incursioni aeronavali della Quinta Flotta statunitense; tuttavia i giapponesi non arrivarono in tempo e il 25 erano di nuovo a Truk. Una seconda sortita in forze sempre nella zona di Eniwetok, questa volta come mossa preventiva, avvenne il 17 ottobre ma si risolse di nuovo in nulla. Il 1º novembre salpò con l'Isokaze nel quadro del trasferimento via convoglio della 17ª Divisione fanteria a Rabaul. L'operazione fu funestata da un pesante attacco aereo e solo una parte del convoglio guidata dall'Urakaze arrivò a destinazione (l'altra fu dirottata a Kavieng) il 4; due giorni dopo prese il mare con una forza di copertura per un localizzato controsbarco sull'isola di Bougainville, sulla quale forze statunitensi erano sbarcate cinque giorni prima. L'11 novembre un'incursione dei gruppi imbarcati statunitensi si abbatté su Rabaul e l'Urakaze subì danni leggeri: salpò con diverse altre unità alla volta di Truk ma, appena fuori dalla rada, un sommergibile centrò con i propri siluri l'incrociatore leggero Agano, nave ammiraglia della 10ª Squadriglia. L'Urakaze prestò assistenza all'unità e accolse a bordo il ferito contrammiraglio Morikazu Ōsugi, che fece scendere a Truk il 15. Nel quadro del progressivo sgombero dell'atollo di Truk, ormai esposto alla flotta di portaerei statunitensi, l'Urakaze scortò con i cacciatorpediniere Ushio, Sazanami, Akebono le portaerei Zuiho, Unyo, Chuyo e l'incrociatore pesante Maya diretti a Kure. Nel corso del viaggio la Chuyo fu colata a picco da un sommergibile e l'Urakaze fu incaricato di salvare i superstiti; proseguì per suo conto sino a Kure, dove fu riparato e revisionato. Incrementò nuovamente la contraerea, scambiando la torretta sopraelevata con i pezzi da 127 mm con due installazioni triple di Type 96 da 25 mm; i paramine furono tolti, la riserva di bombe di profondità fu accresciuta a trentasei e furono aggiunte attrezzature per meglio manovrare gli ordigni. Si spostò nella baia di Saeki per assumere il comando della scorta a un convoglio diretto a Truk, viaggio che iniziò il 25 dicembre.

### 1944 e l'affondamento

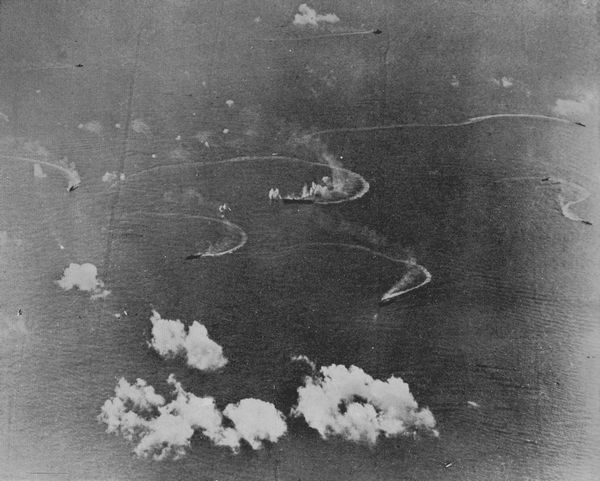
Una parte della flotta giapponese durante la battaglia aeronavale del 19-20 giugno: lUrakaze era tra i cacciatorpediniere posti a difesa delle portaerei, una delle quali è riconoscibile al centro

Il 4 gennaio 1944 l'Urakaze e tutte le altre navi del convoglio arrivarono a Truk. Il cacciatorpediniere fu da allora intensivamente utilizzato per proteggere trasferimenti di truppe alle isole Marshall o negli atolli circostanti la base, nonché per scortare le unità da battaglia alle isole Palau, elette a nuova base operativa d'oltremare per la Flotta Combinata, oppure anche sino alle isole Lingga. Da questo arcipelago salpò l'11 marzo in difesa di un convoglio che fermò alle Palau e quindi a Davao; dal porto filippino l'Urakaze partì l'8 aprile e, per gran parte del mese, vigilò con altri cacciatorpediniere su un paio di convogli che fermarono a Tarakan, Balikpapan e l'isola di Saipan, per poi tornare indietro e fermarsi, il 19 maggio, all'ancoraggio di Tawi Tawi nel Borneo. Il 14 maggio era intanto passato al comando del capitano di fregata Yasuteru Yokota, che aveva assunto il proprio incarico durante una delle fermate dell'Urakaze. Il 3 giugno la nave lasciò l'ancoraggio a fianco della 2ª squadra di rifornimento della flotta da battaglia alla volta di Guimaras; la traversata fu tranquilla, ma segnata dal salvataggio di quarantacinque sopravvissuti del cacciatorpediniere Hayanami. Il 9 giugno salvò parimenti i naufraghi del gemello Tanikaze, distrutto al largo di Tawi Tawi, e quindi si riunì al resto della 10ª Squadriglia per partecipare alla battaglia del Mare delle Filippine (19-20 giugno). Il reparto non fu in grado di proteggere le portaerei dagli audaci attacchi dei sommergibili statunitensi che danneggiarono gravemente la Taiho e la Shokaku; l'Urakaze giunse in aiuto di quest'ultima e accolse a bordo parte dell'equipaggio prima che l'unità sprofondasse. Rientrato in Giappone, fu rapidamente dotato di ulteriori Type 96 da 25 mm direttamente sul ponte di coperta, in affusti singoli: quattro secondo una fonte, almeno sette per un'altra. L'implementazione di un radar Type 13 per i bersagli aerei (vincolato all'albero di maestra) è certa, ma le fonti indicano genericamente che fu effettuata dopo il giugno 1944.
Tra il 14 e il 29 luglio difese lo spostamento del Maya da Yokosuka alle isole Lingga, passando per l'isola di Okinawa e Manila. L'Urakaze e il resto della 17ª Divisione furono rimandati indietro il 12 settembre, presero in carico la 2ª Divisione corazzate (Fuso, Yamashiro) e l'accompagnarono sino all'arcipelago, raggiunto il 4 ottobre. Qui si concentrò l'intera 2ª Flotta, cui era passata la 10ª Squadriglia, in attesa della prossima offensiva statunitense, allo scopo di controbattere con un piano già predisposto e distruggere così l'apparato anfibio avversario; il 18 ottobre, in base a notizie di incursioni preparatorie a Leyte nelle Filippine, la squadra si spostò a Brunei per gli ultimi preparativi e ne salpò il 22, dando inizio alla battaglia del Golfo di Leyte. L'Urakaze sopravvisse al pericoloso passaggio dello Stretto di Palawan e all'attraversamento del Mare di Sibuyan sotto l'imperversare degli attacchi delle portaerei statunitensi, pur con danni leggeri. La mattina del 25 ottobre combatté quindi a est dell'isola di Samar contro una parte della Settima Flotta statunitense, in particolare collaborando con lo Yukikaze e l'Isokaze alla distruzione del cacciatorpediniere USS Johnston; lanciò anche siluri contro le portaerei di scorta in vista, senza colpirle. I giapponesi in ultimo ripiegarono dalla zona dello scontro e l'Urakaze fece tappa all'isola di Coron per rifornirsi di carburante prima di fermarsi il 29 ottobre a Brunei. Incrociò nel Mar di Sulu con i gregari e le corazzate della 2ª Flotta tra il 9 e il 12 novembre, per dare supporto a distanza all'operazione TA, il concitato invio di convogli alla guarnigione di Leyte. Il 15 novembre la 17ª Divisione fu trasferita agli ordini della 2ª Squadriglia (sempre sottoposta alla 2ª Flotta) e il giorno successivo salpò assieme alle navi da battaglia Yamato, Nagato e Kongo per tornare a Kure. Nella notte del 21 novembre la flotta subì un attacco da parte del sommergibile USS Sealion: il battello aveva diretto i propri siluri contro le navi da battaglia e in effetti la Kongo fu duramente colpita, ma un ordigno proseguì la propria corsa e impattò contro l'Urakaze. Il cacciatorpediniere fu annientato da una formidabile esplosione 65 miglia a nord-nordovest di Kairun (26°09′N 121°23′E) che non lasciò un solo superstite. Perì anche il capitano di vascello Tamotsu Tanii che, nei mesi precedenti, aveva scelto l'unità quale ammiraglia della divisione.
Il 10 gennaio 1945 l'Urakaze fu depennato dalla lista del naviglio in servizio.